# Основополагащи митове на израелската политика
Основополагащи митове на израелската политика (на френски: Les Mythes fondateurs de la politique israelienne) е книга публикувана през 1995 г.
Неин автор е френският писател, философ и политик Роже Гароди, участник в Съпротивата през Втората световна война, член на Политбюро на Френската комунистическа партия.
В книгата си авторът ревизира официалната историография, разкривайки и разглеждайки най-често срещаните митове в/на израелската политика, по-специално на мита за Холокоста.